# Гиршгорн, Леонид Шевелевич
Леонид Шевелевич Гиршгорн (1937—2000) — советский геофизик, первооткрыватель месторождений Ямала. Доктор геолого-минералогических наук (1988).

## Биография
Родился в Москве. В 1959 году окончил Московский институт нефтехимической и газовой промышленности. Работал на Ямале, занимаясь авиасейсморазведкой. Улучшил методы и эффективность сейсморазведки, при его участии был открыт ряд крупных месторождений нефти и газа (Губкинское, Заполярное, Комсомольское, Медвежье, Уренгойское, Юбилейное). Трудился начальником партии, главным геофизиком лаборатории, в 1988—1994 годах начальником экспедиций.
В 1995—2000 годах работал главным геологом ОАО «Ямалгеофизика».
Автор 45 научных трудов.
Похоронен на Новодевичьем кладбище.

## Память
Его именем названа улица в городе Лабытнанги (ЯНАО). Также имя учёного носит Гиршгорновский вал.

## Награды
- орден «Знак Почета» (1979)
- медаль «За трудовую доблесть» (1966)
- медаль «За доблестный труд. В ознаменование 100-летия со дня рождения В. И. Ленина» (1970)
- медаль «За освоение недр и развитие нефтегазового комплекса Западной Сибири» (1986)
- диплом «Первооткрыватель месторождения» (1977 год, Юбилейное)